# Dolmens de Viste
Les dolmens de Viste sont deux dolmens situés à La Couvertoirade, dans le département de l'Aveyron en France.

## Description
Les deux dolmens sont distants d'un peu moins de 200 m disposés selon un alignement nord-sud. 
Le dolmen n°1, le plus au nord, est totalement ruiné, il n'en demeure qu'un seul orthostate. 
Le dolmen n°2 est partiellement ruiné et une cazelle lui a été adossée. L'orthostate oriental s'est brisé en deux fragments (de respectivement 0,60 m de long sur 0,45 m de haut et 0,10 m d'épaisseur et 1,10 m de long sur 0,50 m de haut et 0,20 m d'épaisseur) fortement inclinés vers l'intérieur de la chambre. La table de couverture (3,20 m de long sur 2,40 m de large et 0,30 m) repose d'un côté sur l'orthostate ouest et de l'autre sur le sol. Aucune trace de couloir n'est visible. Le tumulus, dont les limites sont peu distinctes, semble être de forme circulaire (13 m de diamètre). Le tamisage des déblais issus de fouilles clandestines a permis de recueillir 55 perles complètes en stéatite et des fragments de 8 autres (3 en calcaire, 1 en lignite) ainsi qu'une épingle en bronze.